# Causse de Limogne
Le Causse de Limogne est un causse français situé au sud-ouest du Massif central, au sud du Lot et au nord des plaines, gorges et vallées de l'Aveyron et de ses affluents. Bien que d'altitude modeste à 200 à 400 mètres, il fait partie des Causses du Quercy.

## Géographie

### Situation
Ce causse est situé au sud de Cahors dans les départements du Lot et du Tarn-et-Garonne.
Il est entouré des régions naturelles suivantes :
- A l’ouest par le Quercy Blanc.
- Au nord par la Vallée du Lot puis par le causse de Gramat et le Causse de Saint-Chels.
- A l’est par l’étroite bande fertile du Terrefort lotois.
- Au sud par le Causse de Caylus puis la Forêt domaniale de la Grésigne et les Coteaux de Monclar.

### Les communes du Causse de Limogne
Les 30 communes du Causse de Limogne sont:
| Les communes du causse de Limogne A-C                                                                                | Les communes du causse de Limogne C-L | Les communes du causse de Limogne L-V |
| --- | --- | --- |
| - Aujols - Arcambal - Bach - Beauregard - Belmont-Sainte-Foi - Berganty - Bouziès - Calvignac - Cénevières - Concots | - Crégols - Cremps - Escamps - Esclauzels - Flaujac-Poujols - Labastide-de-Penne - Laburgade - Lalbenque - Laramière - Limogne-en-Quercy | - Lugagnac - Puyjourdes - Promilhanes - Saillac - Saint-Cirq-Lapopie - Saint-Jean-de-Laur - Saint-Projet - Varaire - Vidaillac - Vaylats |

Ce territoire est situe sur 7 cantons différents :

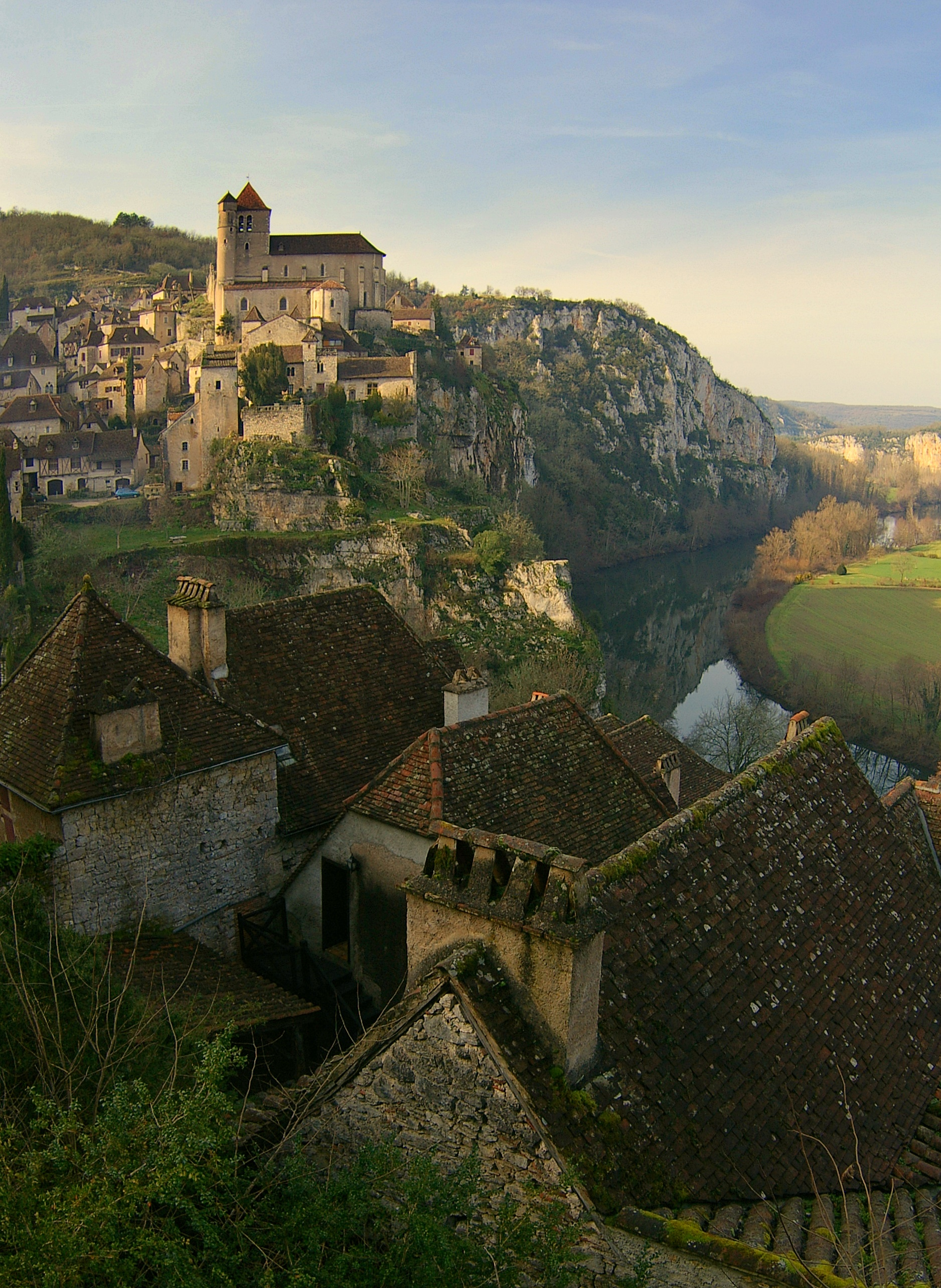
Village médiéval de Saint-Cirq-Lapopie surplombant le Lot.

- canton de Cahors-Sud
- canton de Cajarc
- canton de Caylus
- canton de Lalbenque
- canton de Limogne-en-Quercy
- canton de Saint-Géry
- canton de Montpezat-de-Quercy

## Géologie
Le causse est un terrain apprécié des géologues spécialistes des formations karstiques.
On trouve sur le causse des gouffres à ciel ouvert que l’on nomme « les trous à phosphate » ou des phosphatières ; certains font plus de 25 mètres de profondeur. Au XIXe siècle, ces gouffres étaient des exploitations minières convoitées dans toute l’Europe. Aujourd'hui ils constituent un lieu d’étude privilégié pour les paléontologues. Ces lieux constituent des gisements de fossiles uniques datant de l'ère tertiaire.

## Histoire
Il s'agit d'un territoire peuplé aux temps néolithiques, ainsi que le prouvent les mégalithes et les pierres taillées et polies mise au jour. Les plus grands aménagements de pierre semblent remonter à cette époque, ainsi que la plupart des pistes à troupeaux. 
Les domaines gallo-romains, divisés en modestes manses quadrillent le causse. Mais la culture des céréales est ancienne, probablement gauloise. L'essor de l'élevage du mouton, et de l'importance transhumance ovine avec son réseau impressionnant, mais aujourd'hui rarement préservé, de drailles remonte au XIVe siècle.
Nombre de fermes médiévales se sont agrandies en petits hameaux. Un peuple laborieux y a aménagé ou maintenu en état des murs, (bas-)murets et banquettes de pierre pour cultiver ou séparer les activités antagonistes en suivant les chemins. Ces installations laissent émerger parfois des cabanes de pierre à toit pointu et à coupole plus ou moins aplatie, nommées autrefois "gariotes". Ce n'est que dans les champs ou dans les vignes que les constructions nommées caselles servaient d'abris temporaires, de réserves à eaux ou à fourrages, et surtout de lieux de rangement d'outils. Pour les besoins agricoles ou des hameaux, certaines ont été transformées en citernes. 
Les mas du causse, autrefois encore nommé "causse de Varaire", pratiquent encore au début du XIXe siècle l'élevage extensif et la culture céréalière. 
Le fourrage récolté servait à l'élevage des veaux et des moutons.

## Patrimoine
On trouve sur le causse des constructions en pierre calcaire de différentes époques présentant un réel intérêt patrimonial : dolmens souvent autrefois près de vieux chênes solitaires, mégalithes préhistoriques et petit bâti agricole de pierre sèche (en particulier  les cabanes de pierres sèches appelée « caselles »). L’architecture des maisons quercynoises des XVIIIe et XIXe siècles est également remarquable.

## Faune et flore
D'immenses pelouses caussenardes caractérisent le plus souvent ces territoires arides et secs, parfois véritables domaines de pierre, par des étendues tapissés de cailloux calcaires, plus ou moins volumineux, mis à nu par l'érosion. Les plateaux brûlent ainsi au soleil estival.
Les derniers conteurs paysans affirmaient que c'était le territoire des grillons et des aigles.
Mais il existait assez souvent des petits bois de chênes pubescents, et les rares sources se signalaient par un cortège d'aulnes. Des prés étaient entretenus, fauchés pour garder après fenaison des foins de valeur et ensuite bien souvent pour un maigre regain. Abandonnés, ils portent des broussailles.